# 겨울정원

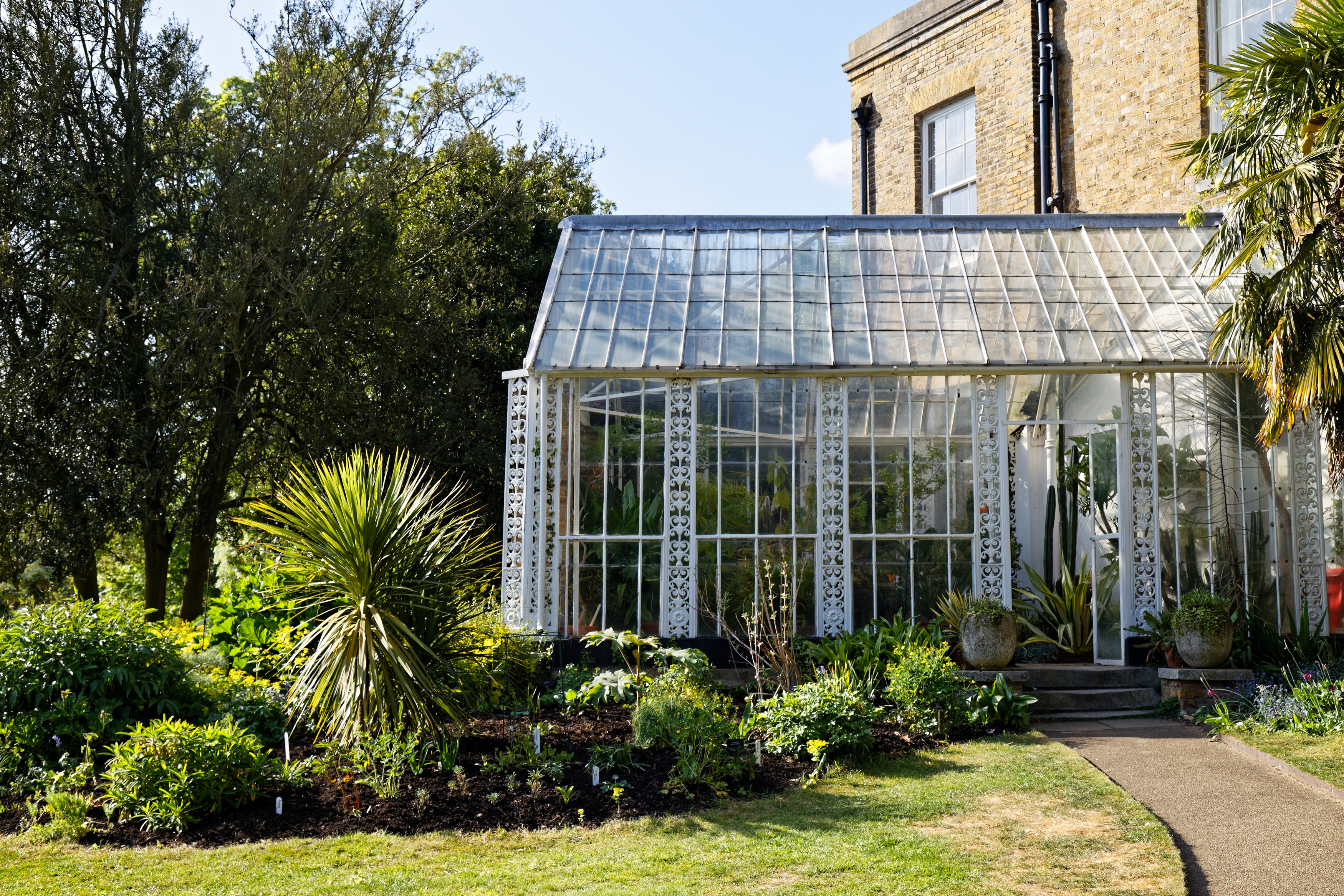
엔필드구의 겨울정원

겨울정원 또는 윈터 가든(Winter Garden)은 겨울철에 관리되는 정원의 일종이다.

## 역사
겨울정원의 기원은 유럽 귀족들이 열대 및 아열대 식물을 수용하고 생활 공간의 확장 역할을 할 대규모 온실을 건설했던 17~19세기로 거슬러 올라간다. 이들 중 다수는 주요 궁전에 부착된다. 이전 버전은 일반적으로 고전 양식이나 고딕 양식의 큰 창문과 유리 지붕이 있는 석조 건축물로 건축되었다. 19세기에는 이러한 온실 중 다수가 철과 곡선 유리로 만들어졌다. 겨울정원은 개인 주택에만 국한된 것이 아니라 더 많은 대중을 위해 지어졌다. 최초의 대규모 공공 겨울 정원은 1842~46년에 리젠트 파크에 건설되었으며 저녁 행사, 대규모 꽃 전시회 및 사교 모임에 사용되었다. 1851년 조지프 팩스턴(Joseph Paxton) 경이 설계한 수정궁과 같은 다른 겨울 정원은 곧 건설되어 다양한 목적으로 사용되었다.

## 같이 보기
- 온실